# Mátraszele
Mátraszele là một thị trấn thuộc hạt Nógrád, Hungary. Thị trấn này có diện tích 16,97 km², dân số năm 2010 là 1051 người, mật độ 62 người/km².